# Santiago Peña
Santiago Peña Palacios (Assunção, 16 de novembro de 1978) é um político e economista paraguaio, atual presidente do Paraguai desde 2023. Ele é ex-membro do Conselho de Administração do Banco Central do Paraguai e ex-Ministro da Fazenda do Paraguai. Ele já foi candidato nas primárias presidenciais do Partido Colorado em 2018, onde perdeu para Mario Abdo Benítez, que foi eleito presidente nas eleições gerais de 2018. Peña foi membro do Partido Liberal Radical Autêntico entre 1996 e 2016, quando se filiou ao Partido Colorado.
Além de sua carreira política, Peña atuou em conselhos de liderança do Banco Central do Paraguai e do Banco Amambay. Ele também lecionou economia na Universidade Católica de Assunção e publicou trabalhos de pesquisa sobre política monetária e finanças.

## Carreira econômica
Em 2004, Peña lecionou como professor adjunto na Universidade Católica de Assunção, ensinando teoria financeira. Em 2005, tornou-se professor de política econômica no mesmo estabelecimento.
Em 2009 ele uma equipe do Fundo Monetário Internacional (FMI), onde dirigiu a ligação do órgão com a África. “Naqueles anos, o potencial que vi de fora para o meu país gerou um grande impacto em mim”, disse ele a repórteres antes das eleições internas do partido.
Após sua derrota nas eleições internas do Partido Colorado em 2017, Peña foi eleito para o conselho do Banco Amambay em março de 2018. O banco fazia parte do Cartes Group, que pertencia ao ex-presidente do Paraguai Horacio Cartes, para quem Peña tinha servido como ministro das finanças.

## Carreira política

### Filiação ao Partido Colorado
Peña ingressou no Partido Colorado em 29 de outubro de 2016, tendo sido anteriormente membro do Partido Liberal Radical Autêntico desde os 17 anos. A filiação de Peña ao Partido Colorado causou polêmica, com relatos de que ele só ingressou no partido depois que Horacio Cartes anunciou sua intenção demitir membros de seu gabinete que não eram membros do partido. Peña divulgou um comunicado afirmando que ingressou no partido devido ao seu foco no desenvolvimento do Paraguai e afirmou ser descendente de um dos fundadores do partido, Jaime Peña. Em seguida, o Partido Liberal anulou a filiação de Peña ao partido.

### Eleições internas do Partido Colorado
Em 2017, Peña concorreu sem sucesso para ser o candidato presidencial do Partido Colorado nas eleições gerais de 2018, ganhando 482 649 votos contra 567 592 votos de Mario Abdo Benítez. Em 2022, Peña concorreu com sucesso para se candidatar à presidência do Partido Colorado; ele era amplamente visto como o candidato mais próximo do ex-presidente Cartes, enquanto seu oponente, Arnoldo Wiens, estava alinhado com Abdo Benítez.
Político conservador, ele se opõe à legalização do aborto e do casamento entre pessoas do mesmo sexo. Durante sua campanha, ele prometeu criar 500 mil empregos, mas não especificou como. Ele também se recusa a aumentar os impostos, apesar do Paraguai "ter um estado subfinanciado e a menor carga tributária da América do Sul, o que beneficia muito os mais ricos da sociedade", segundo o The Guardian.

## Visões políticas

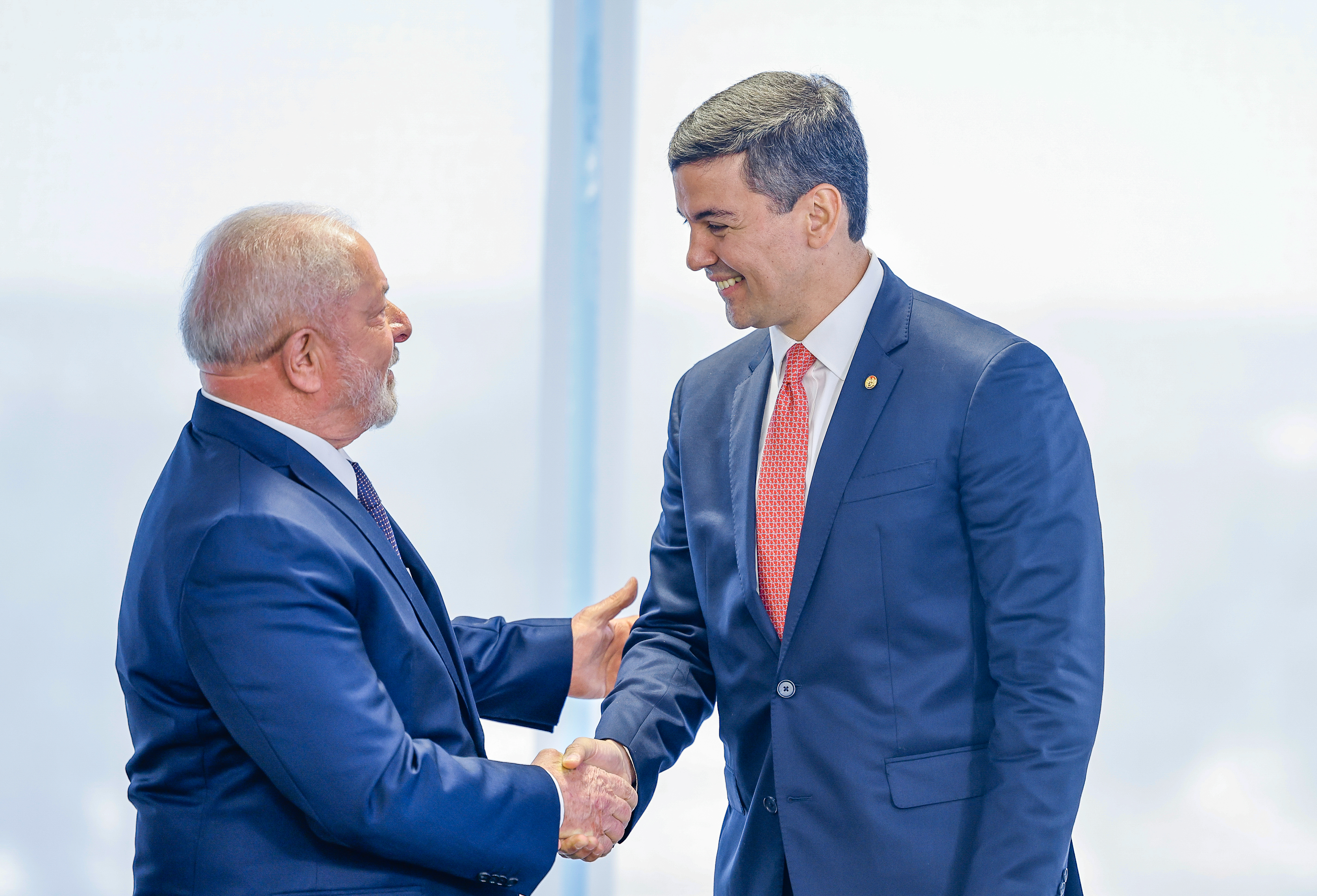
Peña com o Presidente brasileiro Luiz Inácio Lula da Silva, 16 de maio de 2023

Na época da eleição de 2023, Peña era considerado um político conservador que se opõe à legalização do aborto e do casamento entre pessoas do mesmo sexo. Em maio de 2017, entretanto, Peña declarou ser a favor do casamento entre pessoas do mesmo sexo, afirmando, a respeito do aborto, que estava aberto para que o tema “fosse discutido em um ambiente sincero e sem preconceitos”. Logo após, ele reverteu sua posição após críticas de setores conservadores. Durante sua campanha de 2023, ele prometeu criar 500 mil empregos. Também descartou o aumento de impostos.

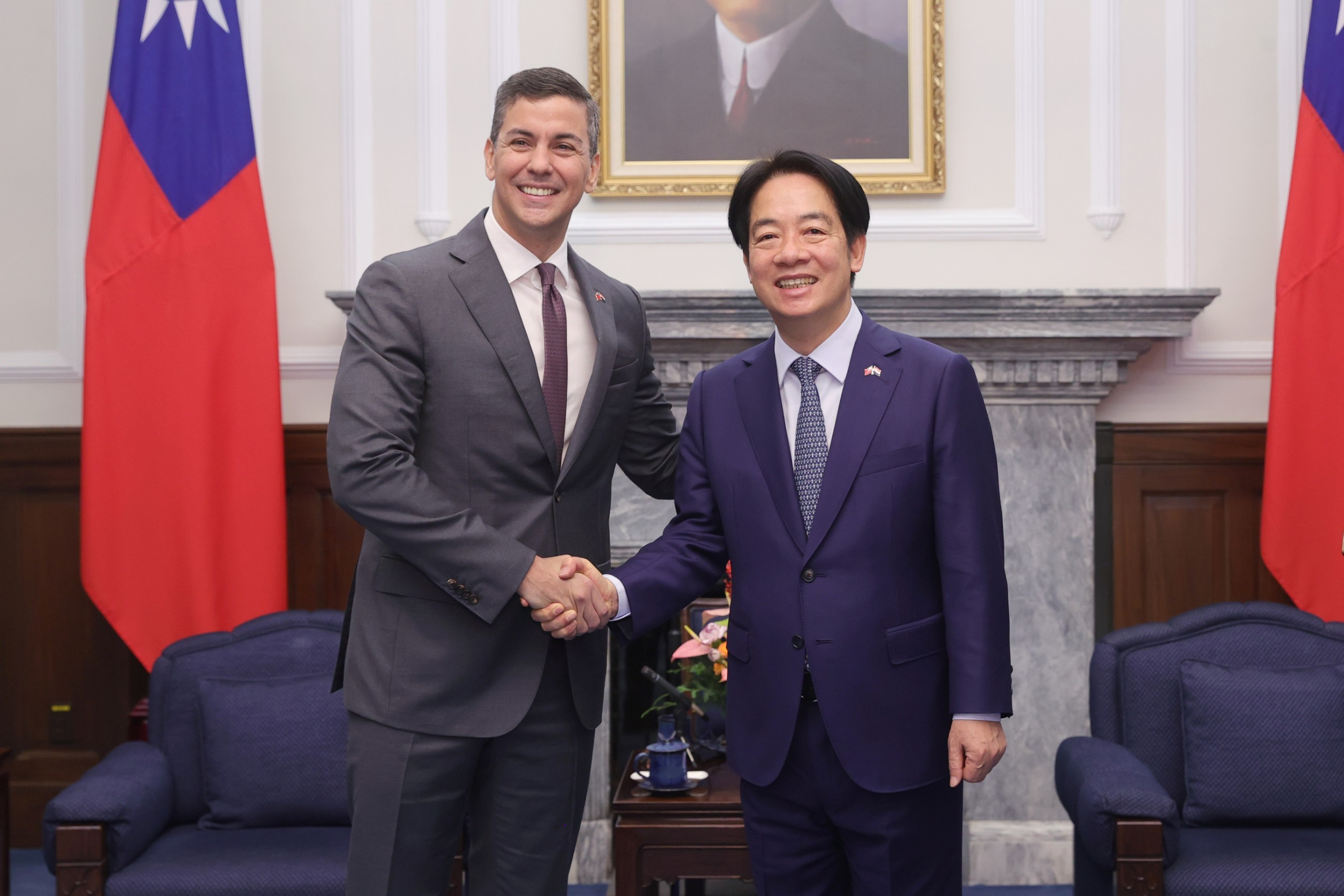
Peña com o presidente da República da China William Lai em maio de 2024

Em política externa, Peña comprometeu-se a manter as relações diplomáticas do Paraguai com a república da China (Taiwan). Em maio de 2023, anunciou que pretendia transferir a Embaixada paraguaia em Israel, de Tel Aviv para Jerusalém, após tomar posse como presidente (ele participou da reinauguração dessa embaixada em dezembro de 2024); – medida que havia sido implementada anteriormente por Horacio Cartes em 2018, mas revertida por Mario Abdo Benítez posteriormente naquele ano. Posteriormente, Peña expressou apoio vocal a Israel durante a guerra entre Israel e o Hamas.
Como presidente, o Paraguai restaurou as relações diplomáticas com a Venezuela em novembro de 2023; as relações vinham estando tensas desde 2019. Entretanto, as relações entre as duas nações foram rompidas em fevereiro de 2025, após Peña ter reconhecido Edmundo González como vencedor das eleições presidenciais de 2024 na Venezuela.
Em fevereiro de 2023, Peña afirmou, em entrevista à Folha de S.Paulo, que a ditadura militar de Alfredo Stroessner resultou em “mais de 50 anos de estabilidade no Paraguai”. Peña afirmou ainda que Stroessner, que chegou ao poder em consequência de um golpe de Estado, assumiu o poder como resultado de um “acordo político”. Os comentários de Peña foram criticados por políticos da oposição e ativistas, e ele foi acusado de tentar atrair eleitores conservadores e Ultraconservadors dentro do Partido Colorado.

## Controvérsias
Em outubro de 2017, Peña foi criticado por usar um soldado para segurar um guarda-chuva sobre ele enquanto chovia, apesar de não ser presidente ou ocupar cargo estadual.
Em janeiro de 2021, Peña chamou os assessores de Abdo Benítez de "bandidos e pedestres" no Twitter após um escândalo sobre o suposto envolvimento deles em um acordo secreto com a PDVSA, referindo-se a um termo que Benítez havia usado anteriormente para justificar o acordo com a Eletrobras ao afirmar que o acordo anterior fazia os paraguaios parecerem "bandidos e pedestres". Isso gerou críticas a Peña devido a acusações de corrupção também feitas a Horacio Cartes, com quem ele tinha um relacionamento próximo.
Em setembro de 2021, Peña foi criticado após participar de um comício com Óscar González Chaves, que já havia sido condenado por lavagem de dinheiro. Peña já havia defendido González durante sua corrida de 2017 para ser o candidato do Partido Colorado à presidência.
Os críticos de Peña disseram que, se ele fosse eleito presidente, seria o porta-voz de Cartes. A política do Partido Colorado, Blanca Ovelar, disse que Peña acabaria atuando como "secretário" de Cartes se fosse eleito.
Em março de 2022, o ciberativista Alfredo Guachiré relatou que documentos vazados mostraram que Peña havia construído uma casa de ₲ 725 milhões no distrito de Trinidad, em Assunção, em um terreno pelo qual não pagou impostos e que pertencia ao Distrito Capital.
Em fevereiro de 2023, ao discursar em reunião em Itapúa, Peña afirmou que os argentinos "não querem trabalhar". Em resposta a esses comentários, o embaixador argentino no Paraguai, Domingo Peppo, divulgou um comunicado descrevendo os argentinos como "pessoas de trabalho e esforço".
Também em fevereiro de 2023, Peña disse em entrevista à Folha de S.Paulo que a ditadura militar de Alfredo Stroessner resultou em "mais de 50 anos de estabilidade no Paraguai". Os comentários de Peña foram criticados por políticos e ativistas da oposição, e ele foi acusado de tentar atrair eleitores conservadores e ultraconservadores para o Partido Colorado. A afirmação de Peña de que Stroessner, que chegou ao poder como resultado de um golpe de estado, havia chegado ao poder como resultado de um "acordo político", levou à publicação de memes nas redes sociais com fotos do regime de Stroessner com legendas afirmando que as imagens mostravam "acordos políticos".

## Publicações
- Determinantes de la Inflación en Paraguay: Alza de Costos o Presiones de Demanda. Working Paper (2008).
- Restructuración del Banco Nacional de Fomento. Capítulo 6 del libro Paraguay: Haciendo frente a la trampa del estancamiento y la inestabilidad, Fondo Monetario Internacional (2009).
- Evaluación comparativa de la eficiencia del sector bancario a través de bloques regionales en África Sub-Sahariana: ¿Margen de la política? (2013).